# صبا (فلم 2015)
صبا أو شباب (بالإنجليزية: Youth)هو فيلم كوميدي درامي للمخرج الإيطالي الكبير باولو سورينتينو. ومن بطولة طاقم عمل كبير أبرزهم مايكل كين وهارفي كيتل وبول دانو وريتشل وايز. ويعد من أعظم الأفلام في التاريخ.

## القصة
قصة الصراع الأبدي بين العمر والشباب والماضي والمستقبل والحياة والموت والالتزام والخيانة.

## الإصدار
عرض صبا لأول مرة في مهرجان كان السينمائي 2015، حيث تنافس على السعفة الذهبية، أصدر في وقت واحد في إيطاليا. تم اختيار الفيلم أيضًا لقسم العروض التقديمية الخاصة في مهرجان تورنتو السينمائي الدولي لعام 2015. قام فوكس سيرش لايت بيكتشرز بتوزيع الفيلم في الولايات المتحدة في 4 ديسمبر 2015. أصدر في المملكة المتحدة في 29 يناير 2016 بواسطة ستوديو كانال. بحلول نهاية شباك التذاكر كان فيلم صبا قد كسب 24,035,045 دولارًا أمريكيًا في جميع أنحاء العالم.

### استقبال نقدي
كتب كينيث توران من صحيفة لوس أنجلوس تايمز: «صبا فيلم يسير في طريقه الخاص. خيالي، خاص، متحرك بلا جهد، إنه مقال سينمائي مثل أي شيء آخر، تأمل في عجائب الحياة ومضاعفاتها، فحص ما الذي يدوم، وما هو مهم للناس بغض النظر عن أعمارهم.»
ووصف تود مكارثي من هوليوود ريبورتر الفيلم بأنه«وليمة شهوانية، غمر كامل الجسم في الملذات الحسية للسينما»، وأثنى على كين وكيتل.
وصفه جاي ويسبرغ من فارايتي بأنه «أكثر أفلام سورينتينو رقة حتى الآن، وهو تأمل ثري عاطفياً لحكمة الحياة المكتسبة، والضائعة، والتذكر».

## وصلات خارجية
- صبا على موقع IMDb (الإنجليزية)
- صبا على موقع ميتاكريتيك (الإنجليزية)
- صبا على موقع روتن توميتوز (الإنجليزية)
- صبا على موقع قاعدة بيانات الأفلام العربية
- صبا على موقع قاعدة بيانات الأفلام العربية
- صبا على موقع ألو سيني (الفرنسية)
- صبا على موقع أول موفي (الإنجليزية)
- صبا على موقع بوكس أوفيس موجو (الإنجليزية)
- صبا على موقع فيلمافينيتي (الإسبانية)
- صبا على موقع قاعدة بيانات الأفلام السويدية (السويدية)
- الموقع الرسمي
- صبا في BFI
- صبا في British Council–Film
- صبا في LUMIERE